# 西京極車站
西京極站（日语：／ Nishikyogoku eki */?）是位於京都市右京區西京極西池田町，屬於阪急電鐵京都本線的鐵路車站。車站編號為HK-82。

## 歷史
本站的站名「西京極」源自平安京西端的南北道路西京極大路。本站的所在地附近在開業時為京都府葛野郡京極村。
- 1928年（昭和3年）11月1日 - 隨著新京阪鐵道（日语：新京阪鉄道）的高槻町站（現在的高槻市站） - 京都西院站（現在的西院站）間延伸的同時，本站開業[2][3]。
- 1930年（昭和5年）9月15日 - 公司合併，成為京阪電氣鐵道新京阪線的車站[2]。
- 1943年（昭和18年）10月1日 - 公司合併，成為京阪神急行電鐵（現在的阪急電鐵）的車站[2]。
- 1949年（昭和24年）12月1日 - 新京阪線改稱為京都本線。[2]。
- 1988年（昭和63年）4月 - 為了因應第43回國民體育大會（京都國體）秋季大會的改良工程完成。車站改建，西側設置臨時驗票口[4]。
- 2013年（平成25年）12月21日 - 導入車站編號[2]。

## 車站構造
本站為側式月台2面2線的高架車站。驗票閘口及大廳位於梅田方向月台側。往河原町方向的月台側有臨時驗票口，西京極綜合運動公園有活動舉辦時會開放使用。本站在1988年（昭和63年）進行改建，不採用舊站體的設計，而是採用桂站舊站體的設計。

### 月台配置
| 月台 | 路線     | 方向 | 目的地                            |
| ---- | -------- | ---- | --------------------------------- |
| 1    | 京都本線 | 上行 | 往 京都河原町                     |
| 2    | 京都本線 | 下行 | 往 桂、高槻市、大阪梅田、天下茶屋 |

## 使用狀況
2019年（令和元年）全年平均的上下車人次為18,233人，阪急電鐵中排名第44。
近年1日平均上車、上下車人次統計如下表。
| 年度               | 1日平均 上下車人次 | 1日平均 上車人次 |
| ------------------ | ------------------ | ---------------- |
| 2007年（平成19年） | 17,644             | 9,011            |
| 2008年（平成20年） | 18,454             | 9,438            |
| 2009年（平成21年） | 17,726             | 8,745            |
| 2010年（平成22年） | 17,532             | 8,764            |
| 2011年（平成23年） | 17,505             | 8,721            |
| 2012年（平成24年） | 19,818             | 8,967            |
| 2013年（平成25年） | 18,199             | 9,099            |
| 2014年（平成26年） | 18,303             | 9,203            |
| 2015年（平成27年） | 21,035             | 10,590           |
| 2016年（平成28年） | 19,436             | 9,683            |
| 2017年（平成29年） | 19,726             | 9,896            |
| 2018年（平成30年） | 20,932             | 10,507           |
| 2019年（令和元年） | 19,923             | 9,959            |

## 車站周邊
- 京都市西京極綜合運動公園
- 京都西京極郵局
- 京都葛野郵局
- 京都銀行 西京極分行
- 京都信用金庫西 京極分行
- 京都市立西京極中學校
- 京都市立西京極小學校
- 學校法人光華女子學園
  - 京都光華女子大學
  - 京都光華女子大學短期大學部
  - 京都光華中學校・高等學校
  - 光華小學校
  - 光華幼稚園
- 西京極保育園
- 衣手神社
- 花屋町通
- 天神川通
- 葛野大路通
- 京都府道113号梅津東山七條線
- 國道9號（西五條通）
- 桂川

## 公車路線
2015年3月起在站前廣場設置公車站「西京極站前」，可搭乘京都市營巴士。
- 84号系統：往 太秦天神川站前／ 京都站八條口京都AVANTI前 （經過久世橋通）
- 特27号系統：往 馬塚町 （經過光華女子學園前・西大路四條）

## 相鄰車站
阪急電鐵
 京都本線
□快速特急A、■快速特急、■特急、■通勤特急、■快速急行、■快速
通過
■準急、■普通
桂（HK-81）－西京極（HK-82）－西院（HK-83）
- 西京極綜合運動公園舉辦大型活動時，快速急行列車會臨時停靠本站。

## 外部連結
- 西京極 - 阪急電鐵